# 진화 묘
진화 묘(陳澕 墓)는 대한민국 경기도 용인시 처인구 남사면 원암리에 있는 고려시대의 무덤이다. 1992년 10월 12일 용인시의 향토문화재 제31호로 지정되었다.

## 개요
진화(陳澕)의 본관은 여양(驪陽), 호는 매호(梅湖)이다. 묘소는 용인시 남사면 원암리 산 38번지에 위치하고 있다. 고려 고종(高宗)조 홍문관 정언 보궐 우사간을 거쳐 지공주사 재임시 졸(卒)하여 현 위치에 안장하였으나 5백여년간 실전되었다가 1849년(己酉) 후손 동오(東五)가 지석을 발견하여 유택(遺澤)을 복원하였다. 
이후 73년이 지난 1921년辛酉) 23세손 평호(平鎬)가 묘소를 단장하고 석물과 묘표를 세우고 1978년 종중에서 묘비를 세워 오늘에 이르고 있다. 봉분 하단의 기단부에 장대석을 두고 봉분 앞쪽에 혼유석, 상석, 향안석, 장명등이 있으며 묘소 양측에 망주석과 봉분 우측으로 표석과 묘비가 세워져 있다. 진화는 고려 신종에서 고종 연간의 문신으로 출생연도는 확실치 않으나 대략 1180년으로 추정되며 고려 인종조 이자겸의 난(1170-1173)을 토평한 공으로 여양군(驪陽君)의 봉작을 받은 대장군 총후(寵厚)의 증손이며, 정중부의 난(1170-1173) 때 문신을 보호해주었던 참지정사(參知政事), 판병부사(判兵部事) 준(俊)의 손자이고, 병부상서(兵部尙書) 광수(光脩)의 아들이며, 어사대부(御史大夫) 식(湜), 예빈경(禮賓卿) 온(溫)의 아우이다. 
진화는 어렸을 때부터 글재주가 뛰어나 고려 명종(明宗)이 소상팔경(瀟湘八景) 시를 짓게 하자 장편을 지여 왕을 찬단케 하였다고 한다. 고려 신종(神宗) 3년(1200)에 문과에 급제하여 희종(熙宗) 5년(1209) 학정이 되었고 서장관으로 금나라에 다녀온 후 한림원(翰林院)을 역임하고 우사간(右司諫)으로 지공주사(知公州事)를 지내다 졸(卒)하였다. 시는 현재 59수가 전하고 있으며, 그 중 무신의 난 이후의 피폐한 농촌을 사실적으로 묘사한 도원가(挑源歌)가 유명하다. 금나라에 사신으로 가면서 지은 사금통주구일(使金通州九日), 봉사입금(奉使入金) 시(詩)가 절창이다. 한림별곡 제1장에서 이정언 진한림 쌍운주필(李正言 陣翰林 雙韻走筆)이라고 하였듯이 주필로 이름난 시인이다. 진화의 시(詩)는 자연을 소재로 하여 청담(淸淡)하게 노래한 시와 비판적인 자세를 굳게 지켜 굽히지 아니함으로써 청렴한 관료문인의 면모를 보여주고 있다. 조선 선조때의 허균(許筠)도 그의 시를 맑고 굳세어 읊을 만하다고 하였다. 정조(正朝) 8년(1784) 그의 16세손 후(厚)가 동문선(東文選), 동인시화(東人詩話), 기아(箕雅) 등에서 시 작품을 찾아내어 매호유고(梅湖遺稿)를 간행하였으며 이 책은 1973년 성균관대학교 대동문화연구원에서 간행한 고려 명현집2에 영인되어있다.

## 같이 보기
- 진화

## 참고 문헌
- 진화 묘 - 용인시의 문화관광 - 향토유적